# For Those About to Rock We Salute You
For Those About to Rock We Salute You – ósmy album studyjny australijskiego zespołu AC/DC, wydany 23 listopada 1981 roku. Album jest następcą popularnego albumu Back in Black. For Those About to Rock został sprzedany obecnie w ponad 4 milionach kopii w Stanach Zjednoczonych.
Nazwa albumu została zainspirowana przez książkę, przeczytaną przez Angusa Younga, o nazwie: For Those About to Die, We Salute You, opowiadającej o rzymskich gladiatorach. Jest to ostatni album AC/DC wyprodukowany przez Roberta Lange.
Jest to pierwszy album AC/DC, który osiągnął 1. pozycję w USA (drugi jest Black Ice z 2008 r.). Po jego wydaniu zespół wyruszył na swoją pierwszą trasę stadionową w Ameryce Północnej. Podczas tej trasy popularnym stał się tytułowy utwór z tego albumu, który zespół zwykł grać na bis oraz przy którym na scenie pojawiały się armaty, które oddawały salwy zgodnie z utworem.
W Hiszpanii, wczesne kopie albumu miały odwrócony kolor okładki, czyli brązową armatę na czarnym tle.

## Lista utworów
1. „For Those About to Rock (We Salute You)” – 5:44
2. „I Put the Finger on You” – 3:28
3. „Let's Get It Up” – 3:54
4. „Inject the Venom” – 3:32
5. „Snowballed” – 3:23
6. „Evil Walks” – 4:23
7. „C.O.D.” – 3:19
8. „Breaking the Rules” – 4:23
9. „Night of the Long Knives” – 3:25
10. „Spellbound” – 4:29

- Kompozytorami wszystkich utworów są Angus Young, Malcolm Young, i Brian Johnson.

## Film
For Those About to Rock We Salute You jest także nazwą filmu zawierającego występy na żywo AC/DC, Metalliki, The Black Crowes, i Pantery z pamiętnego koncertu z 28 września 1991 r., na lotnisku Tuszyno w Moskwie, Rosja, na którym szacuje się, że było od pół miliona do miliona widzów. Na tym filmie AC/DC gra utwory:
1. „Back in Black”
2. „Highway to Hell”
3. „Whole Lotta Rosie”
4. „For Those About to Rock (We Salute You)”

## Wykonawcy
- Angus Young – gitara prowadząca
- Malcolm Young – gitara rytmiczna
- Brian Johnson – śpiew
- Phil Rudd – perkusja
- Cliff Williams – gitara basowa